# تپه سرپله
تپه سرپله مربوط به دوره اشکانیان - سدهٔ ۷ ه.ق است و در شهرستان دورود، بخش مرکزی، دهستان دورود، ۲ کیلومتری شمال غربی روستای سنگر واقع شده و این اثر در تاریخ ۲۸ شهریور ۱۳۸۶ با شمارهٔ ثبت ۱۹۵۶۵ به‌عنوان یکی از آثار ملی ایران به ثبت رسیده است.